# Strumigenys nevermanni
Strumigenys nevermanni är en myrart som beskrevs av Brown 1959. Strumigenys nevermanni ingår i släktet Strumigenys och familjen myror. Inga underarter finns listade i Catalogue of Life.

## Bildgalleri

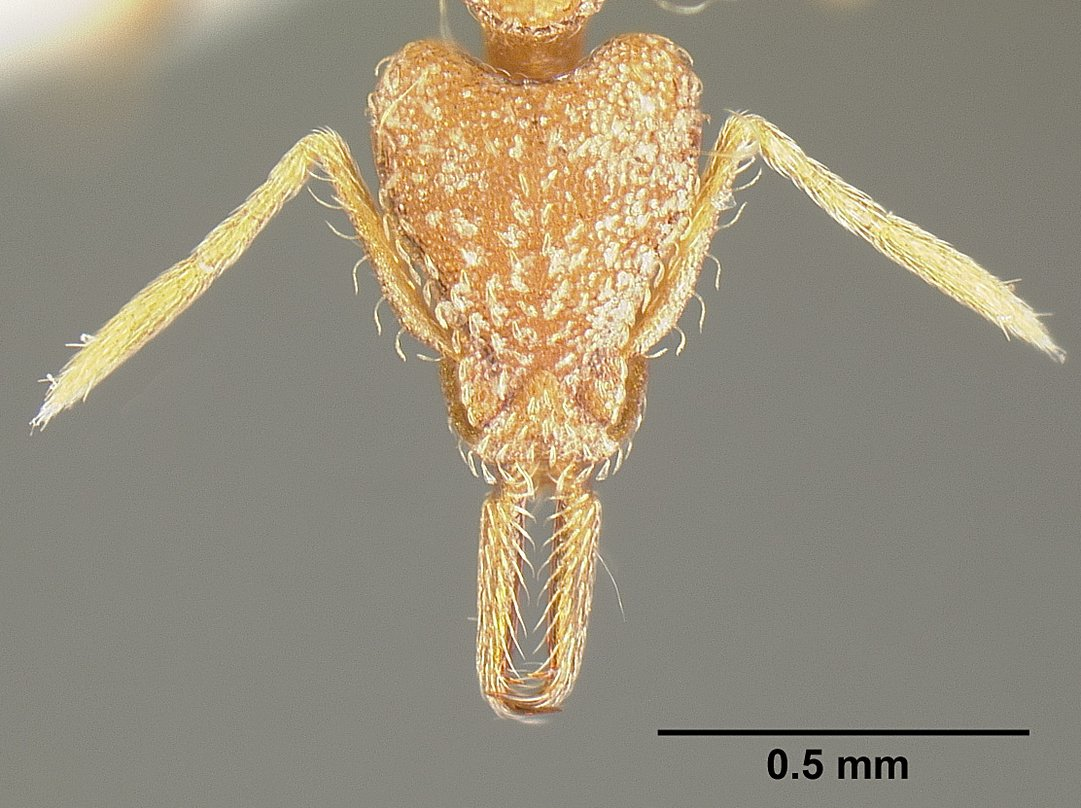
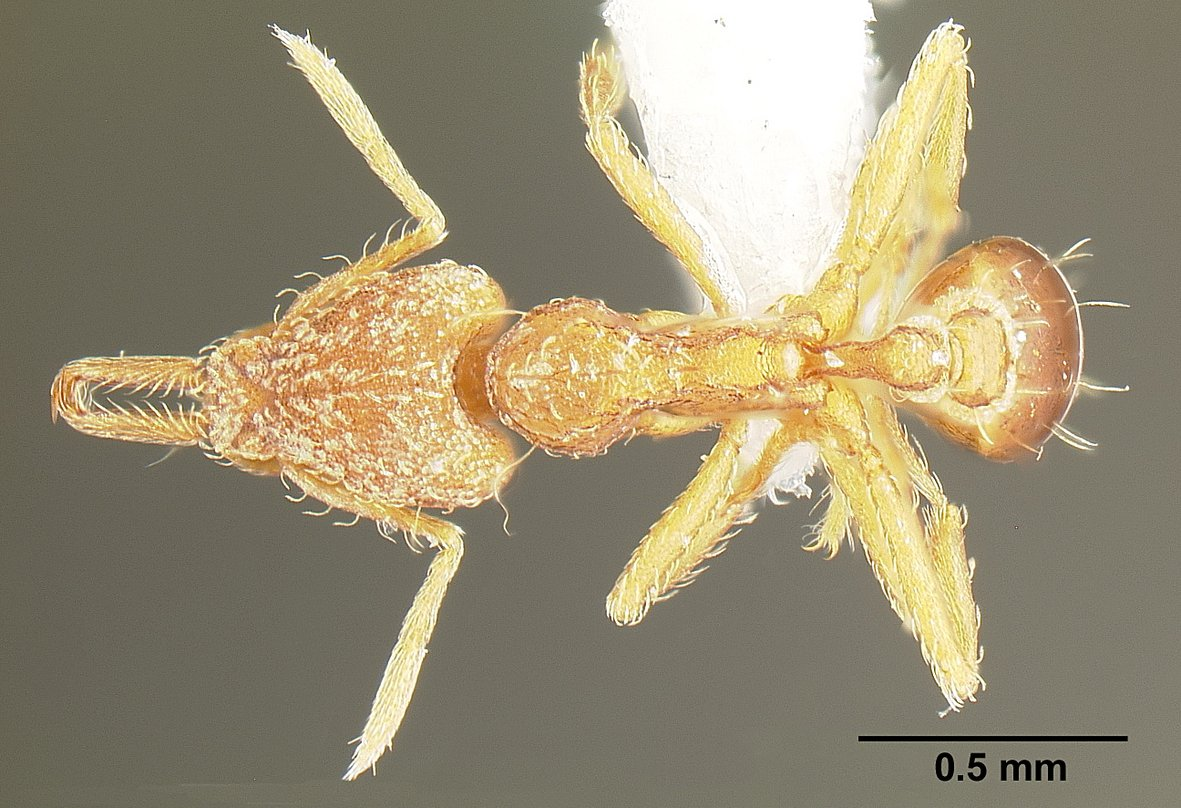
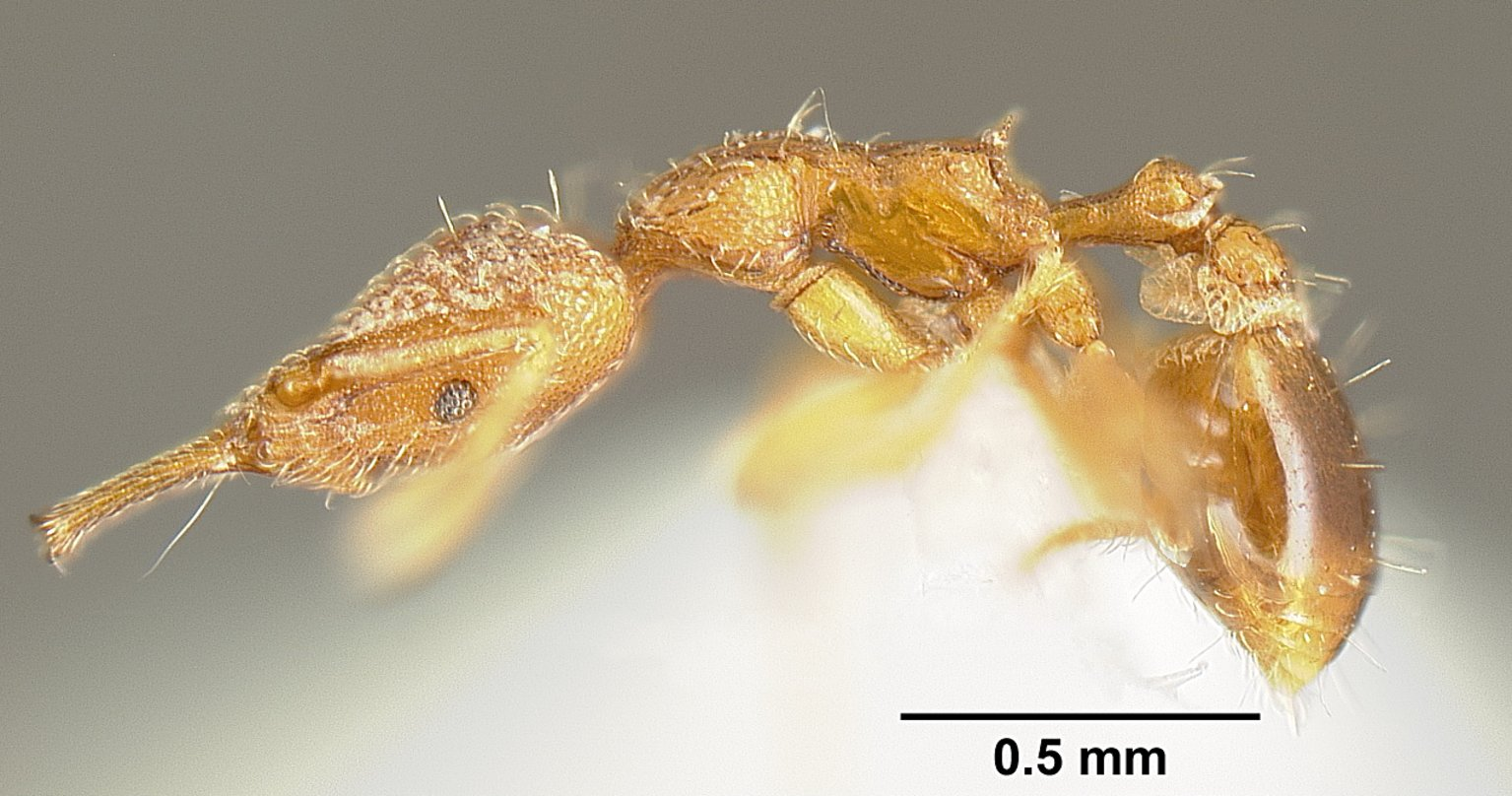